# Дискография
Дискография (от „диск, грамофонна плоча“, обобщено название на музикалните записи на даден изпълнител, и „графия“) е консервативно понятие в ерата на компактдисковете и други цифрови звуконосители, отнасящо се до пълен списък на грамофонните плочи на даден изпълнител, група, както и на изпълнители от всички музикални жанрове.
Дискографията като понятие възниква през 1920-те години на ХХ в.с развитието на грамофонната индустрия. В началото се публикува от грамофонните фирми с рекламна и търговска цел, а по-късно се появяват специализирани каталози с пълна информация за съдържанието в грамофонните плочи.